# Imre Győrffy
Imre Győrffy (* 24. Dezember 1905 in Budapest; † 1980) war ein ungarischer Radrennfahrer und nationaler Meister im Radsport.

## Sportliche Laufbahn
Győrffy war im Bahnradsport aktiv. Er war Teilnehmer der Olympischen Sommerspiele 1936 in Berlin. Er startete im Sprint und schied beim Sieg von Toni Merkens in der Qualifikation gegen Georges Giles aus. 1929, 1930 und 1932 wurde er nationaler Meister im Sprint. Er startete für den Verein Ferencvárosi TC.